# Cmentarz wojenny nr 293 – Zakliczyn
Cmentarz wojenny nr 293 – Zakliczyn – cmentarz z I wojny światowej znajdujący się w Zakliczynie w województwie małopolskim, w powiecie tarnowskim, w gminie Zakliczyn. Jest jednym z 400 zachodniogalicyjskich cmentarzy wojennych zbudowanych przez Oddział Grobów Wojennych C. i K. Komendantury Wojskowej w Krakowie. W VIII okręgu brzeskim cmentarzy tych jest 52.

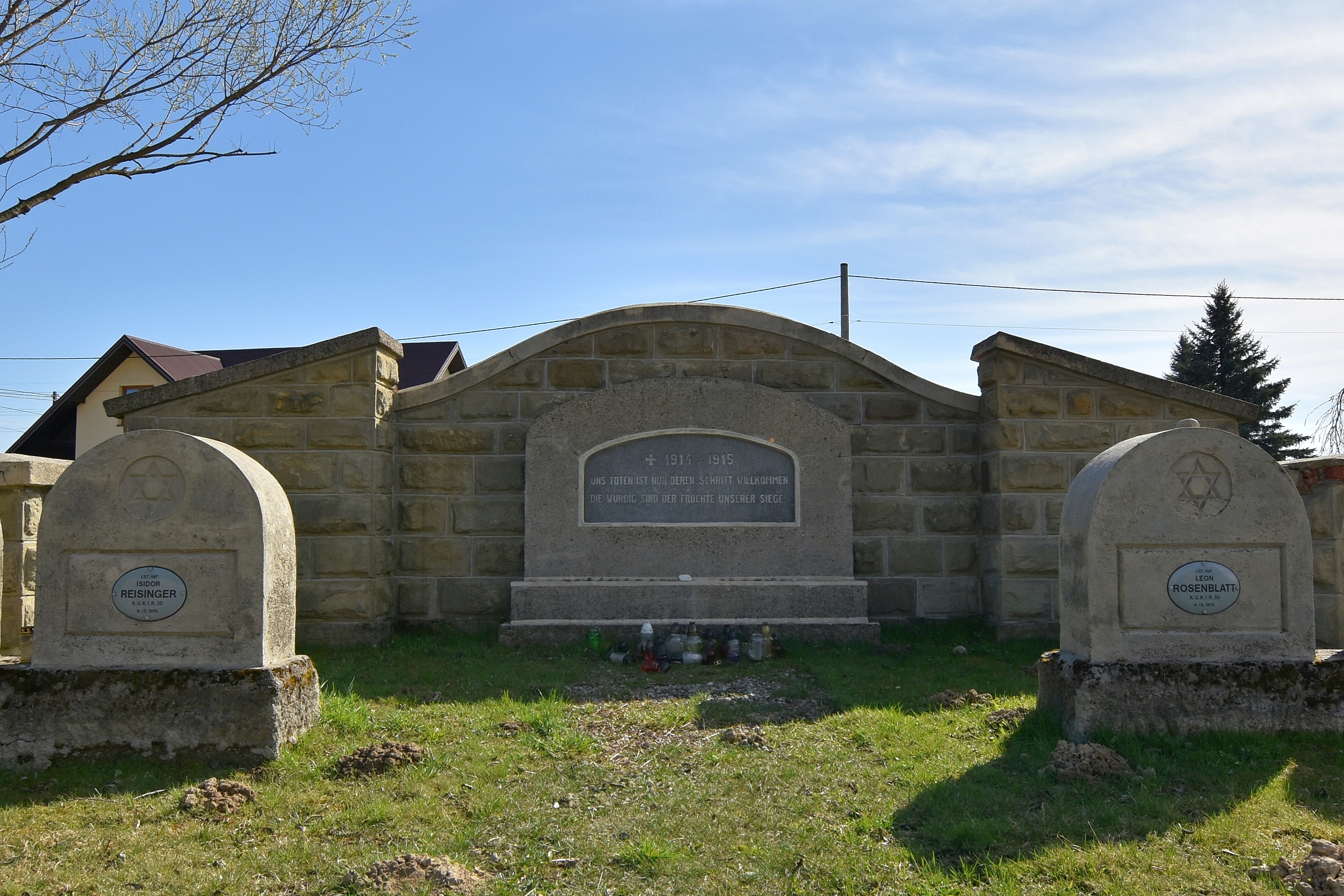
Ściana pomnikowa

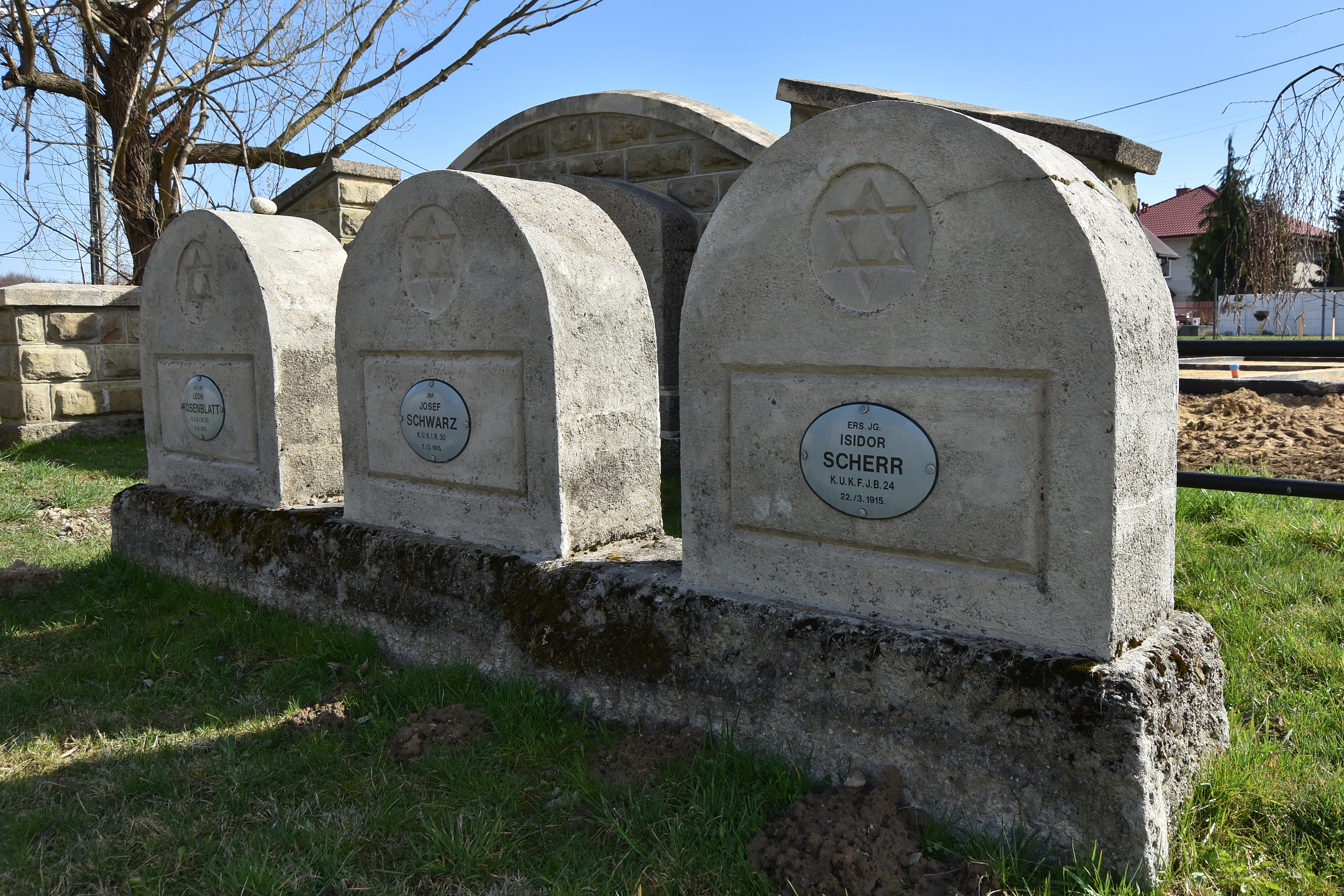
Macewy

## Historia
Jest jedynym w okolicy cmentarzem, na którym pochowano wyłącznie żołnierzy wyznania mojżeszowego. Spoczywa tutaj jedenastu żołnierzy austro-węgierskich i jeden żołnierz armii rosyjskiej.

## Opis cmentarza
Zbudowany na planie prostokąta niewielki cmentarz (0,013 ha) znajduje się tuż przy zakręcie drogi z Zakliczyna do Gromnika. Ogrodzenie tworzą niskie betonowe słupki, pomiędzy którymi rozpięto ozdobny łańcuch. Wejście przez niską żelazną furtkę. Na mogiłach ustawiono macewy z Gwiazdami Dawida. Głównym elementem dekoracyjnym cmentarza jest wkomponowana w ogrodzenie betonowa ściana pomnikowa nakryta zaookrąglonym daszkiem, po bokach której przybudowano dwa słupki. Jest na niej tablica inskrypcyjna z datą 1914–1915 i napis w języku niemieckim:
UNS TOTEN IST NUR DEREN SCHRITT WILKOMMEN,
DIE WÜRDIG SIND DER FRÜCHTE UNSERER SIEGE
Napis ten w tłumaczeniu na język polski oznacza: Tylko ci, których kroki przywiodły do nas, zmarłych, godni są owoców naszego zwycięstwa.
Cmentarz jest dobrze zachowany. Przed furtką cmentarza jest tablica informacyjna.